# Guerres mèdiques
Les guerres mèdiques són els dos conflictes bèl·lics en què es van enfrontar la major part de les ciutats gregues unides, liderades per Atenes, contra els perses de l'Imperi Aquemènida, conegut també com a Imperi Mèdic, a començaments del segle v aC.
Es van originar a causa de l'expansió territorial persa, iniciada a mitjan segle vi aC, que va sotmetre les polis gregues, les quals es van revoltar. El dramaturg grec Èsquil va reflectir contemporàniament aquest xoc orient-occident a la seva tragèdia Els Perses.

## Antecedents
Amb la fallida de la Revolta jònica (499 aC - 494 aC), Darios I el Gran frisava per subjugar els grecs i castigar-los per la seva participació en la revolta.
Darios va conèixer a través d'Hípies que els Alcmeònides, una poderosa família atenenca, estaven oposats a Milcíades el Jove i preparats per reinstaurar el poder a Hípies. També estaven disposats a sotmetre's a les demandes perses a canvi que se'ls perdonés llur participació en la Revolta Jònica. Darios desitjava aprofitar-se d'aquesta situació per prendre Atenes, la qual cosa aïllaria Esparta i li lliuraria la resta dels grecs. Per tal que els atenencs es revoltessin, calia fer dues coses; encoratjar la població perquè es revoltés, i que l'exèrcit atenenc deixés Atenes.

### La guerra a l'antic Mediterrani
A les guerres mèdiques, ambdós bàndols van fer ús d'infanteria armada amb llances i artilleria lleugera. Els exèrcits grecs van posar l'accent en la infanteria més pesada, mentre que els exèrcits perses van afavorir els tipus de tropes més lleugeres.

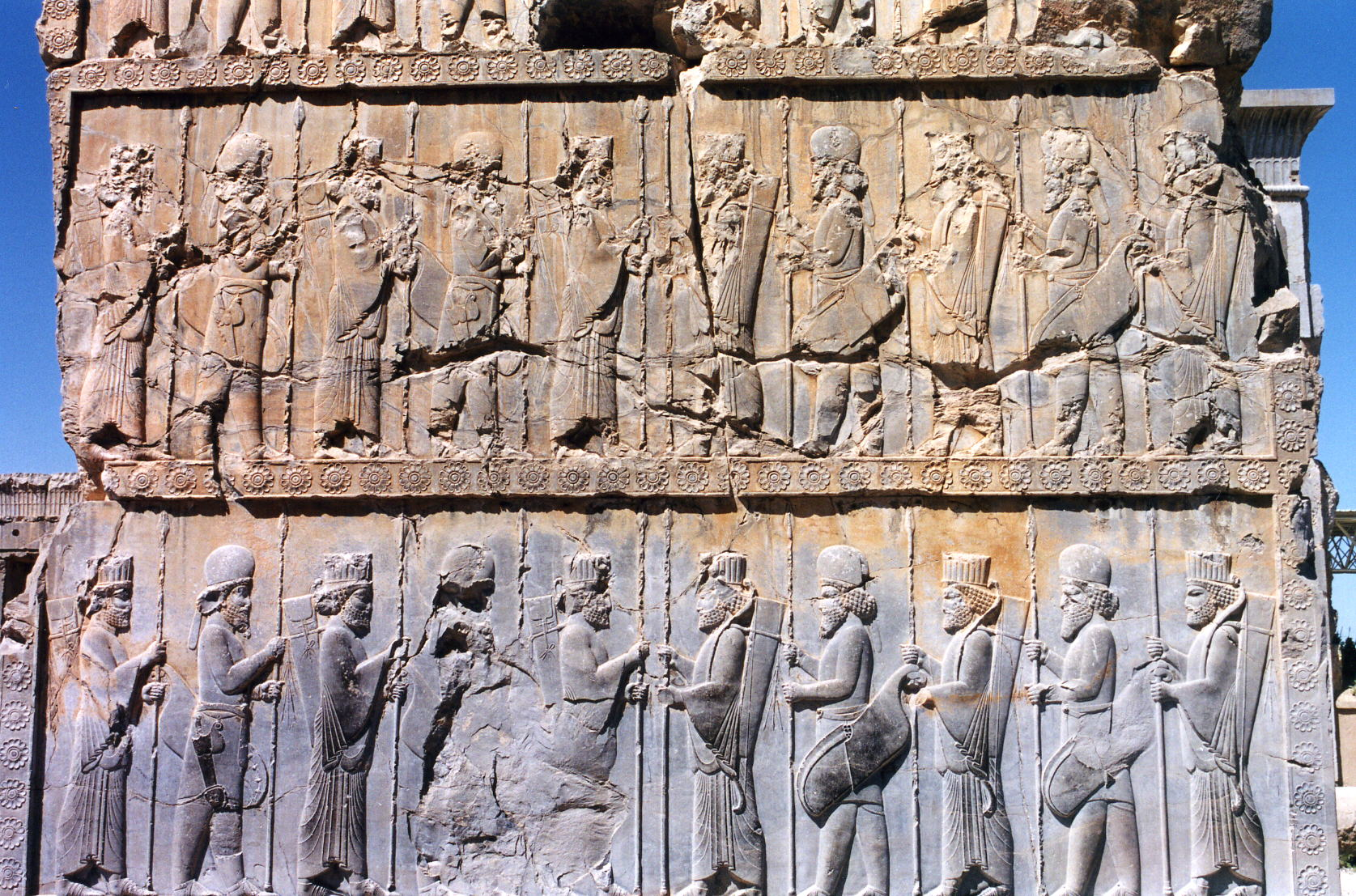
Baix relleu a Persèpolis que representa als Immortals perses i medes amb vestit cerimonial.

#### Pèrsia
L'exèrcit persa estava format per un grup divers d'homes provinents de les diferents nacions de l'imperi. No obstant això, segons Heròdot, hi havia almenys una certa homogeneïtat en armadura que duien i estil de lluita que practicaven. Les tropes anaven normalment armades amb un arc, una "llança curta" i una espasa o destral, i portaven un escut de vímet. Portaven un gipó de cuir, tot i que els individus d'alt estatus portaven armadures metàl·liques d'alta qualitat. Els perses probablement van utilitzar els seus arcs per desgastar l'enemic, després es tancaven per donar el cop final amb llances i espases. El primer rang de les formacions d'infanteria persa, l'anomenada sparabara, no tenia arcs, portava escuts de vímet més grans i de vegades anaven armats amb llances més llargues. El seu paper era protegir les files posteriors de la formació. La cavalleria probablement va lluitar com a cavalleria de projectils lleugerament armada.

#### Grècia

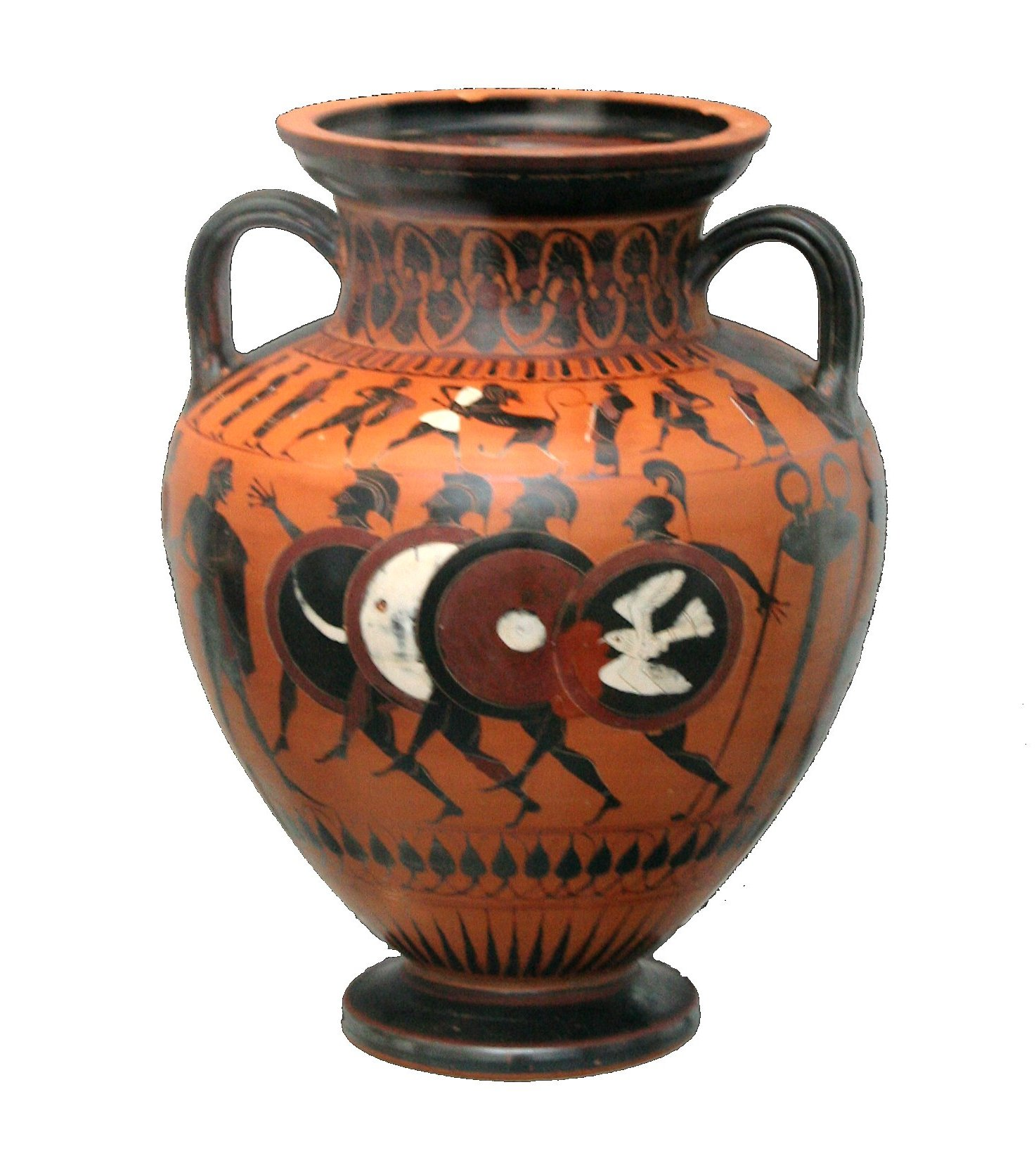
Hoplitòdrom amb aspis i armadura de cos sencer representats en un gerro grec datat del 550 aC.

L'estil de guerra entre les ciutats-estat gregues, que es remunta fins a almenys l'any 650 aC (segons la data del 'gerro de Chigi'), es basava al voltant de la falange hoplita recolzada per tropes amb projectils. Els hoplites eren soldats rasos extrets habitualment dels membres de les classes mitjanes (a Atenes anomenats zeugites), que podien permetre's l'equip necessari per lluitar d'aquesta manera. L'armadura pesant (l'hoplon) normalment incloïa una cuirassa o un linotòrax, gamberes, un casc i un gran escut rodó i còncau (l'aspis).
Els hoplites estaven armats amb llances llargues (el dori), que eren significativament més llargues que les llances perses, i una espasa (el xiphos). L'armadura pesada i les llances més llargues els feien superiors en el combat cos a cos i els donaven una protecció important contra els atacs a distància. Fustigadors lleugerament armats, els psiloi, també formaven part dels exèrcits grecs que van augmentar en importància durant el conflicte; en la batalla de Platea, per exemple, podrien haver format més de la meitat de l'exèrcit grec. L'ús de la cavalleria en els exèrcits grecs no apareix a la documentació durant les batalles de les guerres mèdiques.

#### Guerra naval
A l'inici del conflicte, totes les forces navals de la Mediterrània oriental havien passat al trirrem, un vaixell de guerra impulsat per tres bandes de rems. Les tàctiques navals més habituals durant el període van ser l'envestiment (els trirems grecs estaven equipats amb un ariet de bronze fos a la proa), o l'embarcament dels marines a bord de vaixells. Les potències navals més experimentades també havien començat a utilitzar una maniobra coneguda com a diekplous. No és clar de què es tractava, però probablement implicava navegar pels espais deixats entre les naus enemigues i després envestir-los pel costat.
Les forces navals perses provenien principalment dels pobles mariners de l'imperi: fenicis, egipcis, cilicis i xipriotes. Altres regions costaneres de l'Imperi Persa van aportar també vaixells al llarg de les guerres.

## Primera Guerra Mèdica

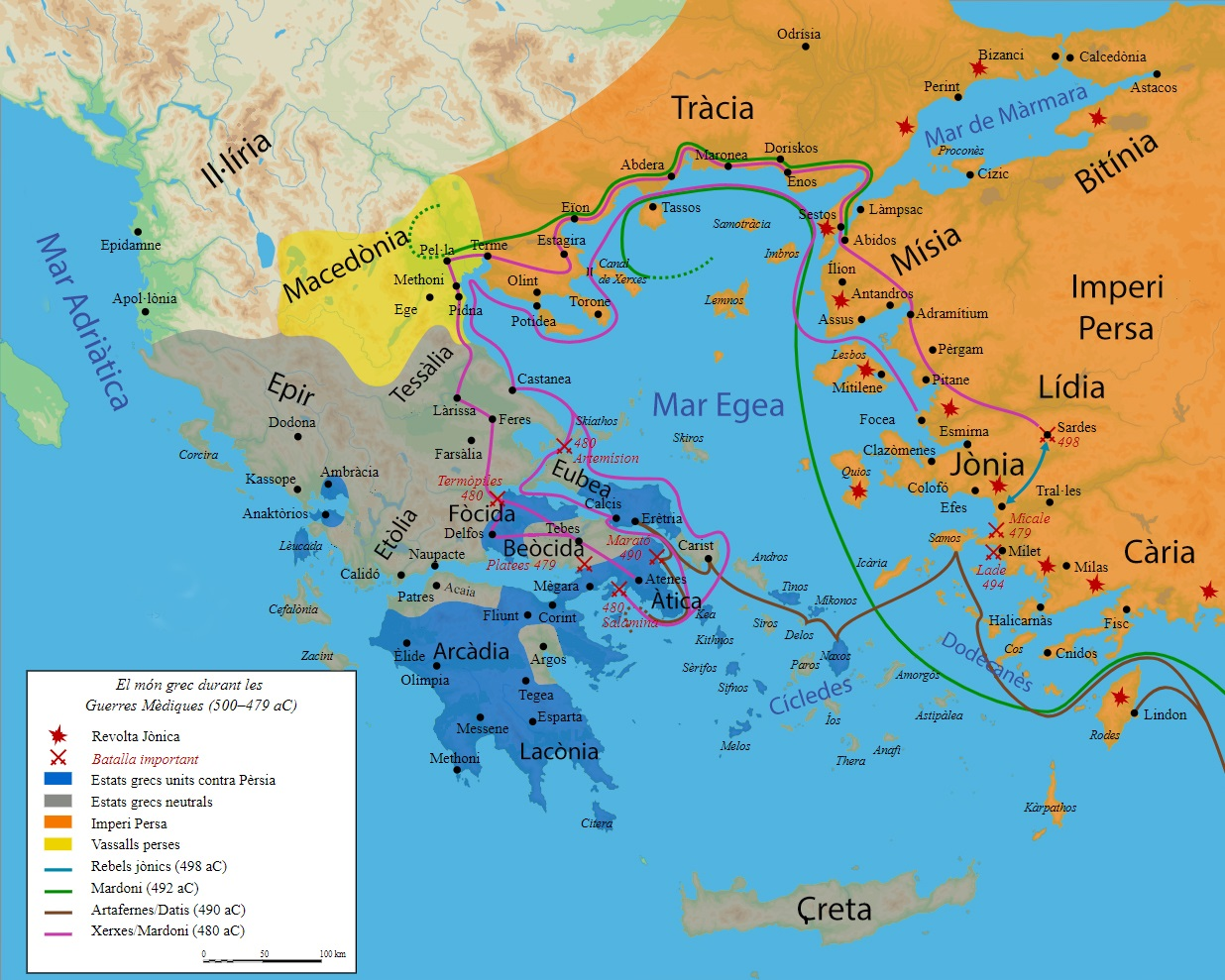
Primeres fases de les guerres mèdiques.

Després del dur cop donat a les polis jònies, Darios es va decidir a castigar aquells que havien auxiliat els rebels. Segons la llegenda, va preguntar: «Qui és aquesta gent que es diuen atenencs?», I en conèixer la resposta, va exclamar: «Oh Ormuz, dona'm ocasió de venjar-me dels atenencs!». Després, cada vegada que s'asseia a taula, un dels seus servidors havia de dir-li tres vegades a l'oïda: «Senyor, recordeu-vos dels atenencs!». Per això va encarregar la direcció de la represàlia al seu nebot Artafernes i a un noble anomenat Datis.
Mentrestant, a Atenes alguns homes ja veien els signes de l'imminent perill. El primer d'ells va ser Temístocles, elegit arcont el 493 aC. Temístocles creia que l'Hèl·lade no tindria salvació en cas d'un atac persa, si Atenes no desenvolupava abans una poderosa marina.
D'aquesta manera, va fortificar el port del Pireu, convertint-lo en una poderosa base naval, més aviat sorgiria un rival polític que impediria la resta de les seves reformes. Es tractava de Milcíades, membre d'una gran família atenenca fugida de les costes de l'Àsia Menor. S'oposava a Temístocles perquè considerava que els grecs havien de defensar-se primer per terra, confiant en la supremacia de les llargues llances gregues contra els arquers perses. Els atenencs van decidir posar a les seves mans la defensa contra la invasió persa.
La flota persa es va fer a la mar en l'estiu de 490 aC, dirigits per Artafernes, i va conquerir les illes Cíclades i posteriorment Eubea, amb la seva principal ciutat, Eretria, com a represàlia a la seva intervenció en la revolta jònia. Posteriorment, l'exèrcit persa, comandat per Datis, va desembarcar a la costa oriental de l'Àtica, en la plana de Marató, lloc recomanat per Hipias (anterior tirà d'Atenes, a favor dels perses des del seu exili) per oferir batalla, per considerar-la el millor lloc perquè actués la cavalleria persa.

### La Batalla de Marató

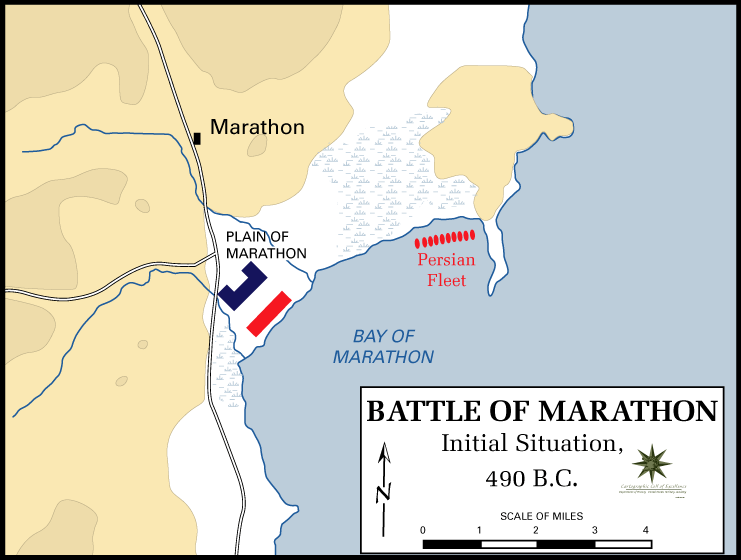
Posicions inicials de les tropes abans de la confrontació. Els grecs (en blau) han replegat les ales per reforçar els cantons del centre, significativament més petit. La flota persa (en vermell) espera a l'est. La gran distància fins als vaixells va tenir un paper crucial en les darreres fases de la batalla.

Artaphernes va prendre part de l'exèrcit persa i assetjà Erètria. La resta de l'exèrcit va navegar amb Datis i va desembarcar a la badia de Marató. L'exèrcit atenenc, entre 9.000 i 10.000 homes, era comandat per Cal·límac, el polemarca, i els seus deu generals tribals, i va marxar cap al nord des d'Atenes. Quan en Cal·límac va saber que els perses havien desembarcat a la badia de Marató, va girar camí i va arribar a la vall d'Avlona, on acampà el seu exèrcit davant l'altar d'Hèracles. Mil plateus s'hi van unir allà.
Com que era obvi per la disposició dels perses que no pensaven marxar contra Atenes, els atenencs van esperar els espartans. Durant vuit dies, els dos exèrcits romangueren pacíficament l'un davant l'altre. Però el novè dia els atenencs, van rebre notícies que Erètria havia caigut. Davant del risc que Artafernes i el seu exèrcit poguessin atacar Atenes, van decidir confrontar els perses. Era el 21 de setembre.
Com que la major part de la infanteria persa eren arquers, el pla grec era avançar en formació fins a arribar al límit de l'efectivitat dels arquers, uns 200 metres, i després avançar desdoblats per tancar files ràpidament i fer entrar en joc la seva infanteria pesant. Això comportava que amb quasi tota seguretat haurien d'acabar lluitant en files desordenades, però això era preferible a donar més temps als arquers perses. El centre grec es va reduir a possiblement quatre rangs, dels vuit habituals, per tal d'estendre la línia i evitar que la línia persa superés els grecs. Les ales mantingueren els seus vuit rangs.

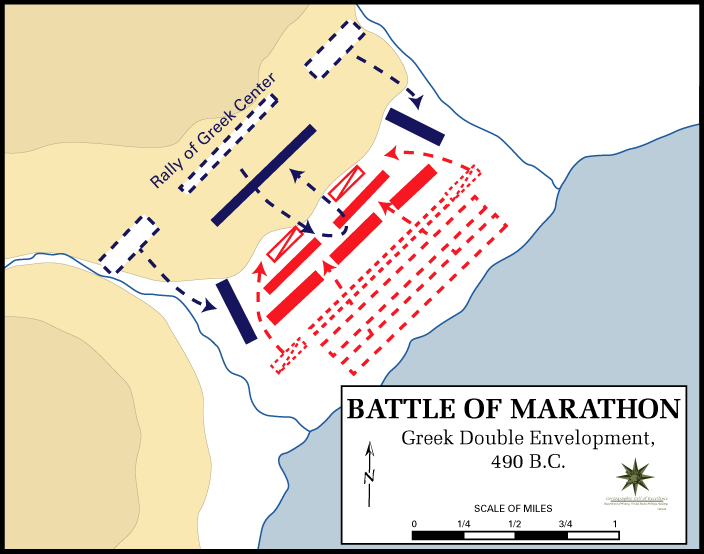
Les ales gregues envolten els perses.

Els infants pesants grecs, o hoplites, estaven molt més cuirassats que les tropes perses i la pica que els grecs portaven els donava més abast que les llances curtes i les espases dels infants perses. L'avantatge persa venia de l'arc que molts d'ells portaven, però va ser parcialment neutralitzat per la superioritat de l'armadura grega.
A mesura que els grecs avançaven les seves ales es posaren davant el centre, que estava sota foc intens dels arquers. Mentre es tancava la formació, alguns perses aconseguiren entrar als espais resultants i feren retrocedir el centre. El retrocés grec al centre, a part de portar els perses cap endins, també va dur les ales gregues cap a l'interior, escurçant la línia grega. El resultat sorprenent va ser un moviment de pinça, i la batalla va acabar quan l'exèrcit persa, escomès fins a la confusió, va desbandar-se en pànic cap als seus vaixells i els perses foren perseguits pels grecs. Heròdot apunta que van morir 6.400 perses per uns 192 atenencs.
Tan aviat com en Datis va sortir a la mar, els atenencs marxaren a Atenes. Van arribar a temps d'evitar que Artafernes aconseguís desembarcar. Veient la seva oportunitat perduda, Artafernes va girar cua i va tornar a Àsia, donant per finalitzada la primera guerra mèdica.

## Segona Guerra Mèdica
Xerxes va decidir castigar Atenes pel seu suport a la revolta de Jònia del 500 aC i la victòria de la batalla de Marató. L'expedició fou preparada amb gran cura. Un gran exèrcit es va concentrar a Sardes. Segons Heròdot, l'exèrcit de terra anava dirigit pel mateix Xerxes i el formaven cent mil homes dels quals vuitanta mil eren genets i vint mil eren conductors indis, libis i àrabs.

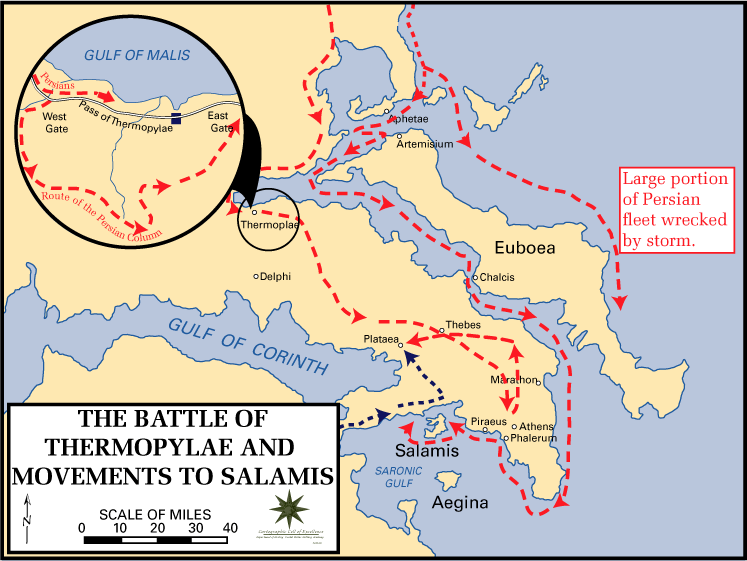
Esdeveniments importants de la segona invasió de Grècia.

El primer cos de l'ala esquerra el dirigia Masistes, el segon cos Mardoni; Smerdomes dirigia el primer cos del centre i Megabazos el segon cos. L'ala dreta tenia com a caps Gergis (primer cos) i Tritantecmes (segon cos).
La flota anava dirigida pel príncep Aquèmenes, sàtrapa d'Egipte, i disposava de 1.207 vaixells de guerra i 3.000 de transport, amb 36.000 soldats i 250.000 tripulants als vaixells de guerra i 150.000 tripulants als de transport. Aquèmenes també dirigia el contingent egipci, Prexaspes el contingent fenici, Ariabignes (germanastre de Xerxes) els contingents de Jònia i Cària i Megabazos els contingents de Cilícia, Pamfília, Lícia i Xipre. Aquestes xifres són evidentment molt exagerades però probablement Xerxes va mobilitzar més de cent mil homes. L'exèrcit va travessar l'Hel·lespont a la primavera (es van construir dos ponts) i es va fer un canal artificial a la península del Mont Atos. Les provisions abundants foren emmagatzemades a tota la ruta de Tràcia. Una aliança amb Cartago va impedir a Atenes disposar de l'ajut de Siracusa i Agrigent. Alguns estats grecs van prendre partit per Xerxes, especialment Tessàlia (la dinastia Alevada), Tebes i Argos. Els atenencs i els seus aliats van decidir tancar el pas del Tempe a Tessàlia per impedir l'avanç persa, que a l'estiu ja eren a Macedònia. La força enviada al pas, per via marina, no va poder sostenir la posició, ja que els perses la podien rodejar per un pas de la comarca de Persebos i també podien desembarcar a la seva esquena, i van evacuar Tempe, deixant el control de Tessàlia a Xerxes. Els grecs de Perràhbia, Magnèsia, Dolòpia, Dòria del Parnasos, Ènia i Màlia (Mèlida) es van sotmetre al gran rei. Els perses van donar un rodeig cap a les muntanyes de l'Olimp i van entrar a territori grec hostil, originant l'anomenada segona guerra mèdica.

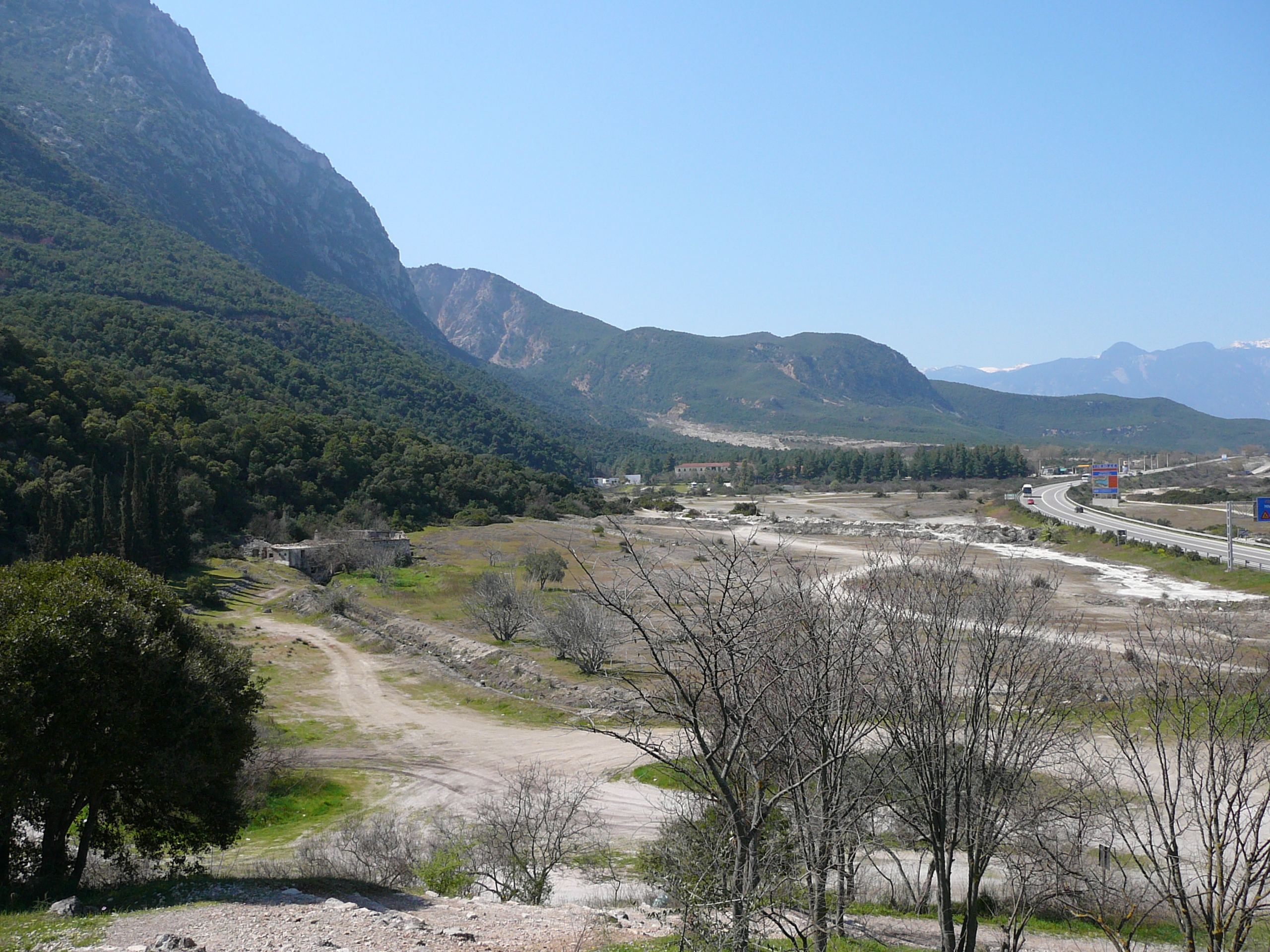
Imatge recent del pas de les Termòpiles.

Els aliats grecs es van fer forts al pas de les Termòpiles. Un grup de la flota persa va xocar amb vaixells de l'atenenca a l'illa d'Escíatos, i aquests darrers van fugir i dos dels tres vaixells foren destruïts. Els perses van instal·lar un senyal marítim a una roca anomenada actualment Liptari (entre Escíatos i Cap Sèpia) i un temporal que va durar uns dies va destruir una part de la flota persa (unes 400 naus que foren llançades contra la costa de Magnèsia a Tessàlia) mentre que unes 15 naus que es van introduir per error a les línies gregues foren capturades. 200 naus van intentar bloquejar el canal sud que separa l'illa d'Eubea del continent per al seu moment, impedir la retirada dels grecs, però un desertor de la flota persa, un grec anomenat Esciles d'Escion, va informar els grecs de la maniobra que fou avortada. L'exèrcit persa va fer el seu campament a la plana de Traquínia.